# 張玉裁
張玉裁（1639年—1674年），字禮存，號退密，南直隸鎮江府丹徒縣人，清朝政治人物。

## 生平
九歲通《五經》。康熙五年（1666年）丙午科江南鄉試舉人，六年（1667年）丁未科一甲第二名進士（榜眼），閱卷考官歎曰：“此長沙痛哭書也”。授翰林院編修，九年（1670年）任庚戌科會試同考官，後引疾致仕歸里，十三年（1674年）卒於家。著有《禮存文集》。

## 家族
父張九徵為順治四年（1647年）丁亥科進士。弟張玉書為順治十八年（1661年）辛丑科進士；張仕可為康熙十五年（1676年）丙辰科進士；張恕可為康熙二十七年（1688年）戊辰科進士。